# Breuhahnovo

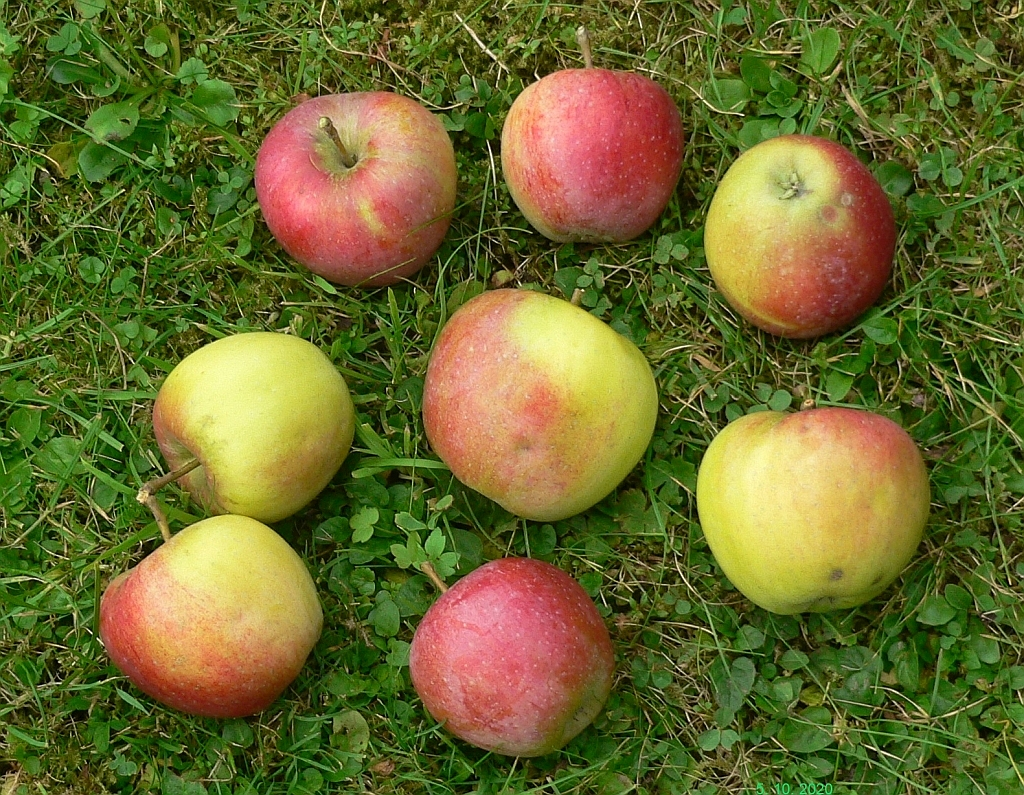
Čerstvě sklizená jablka odrůdy 'Breuhahnovo'

Breuhahnovo (Malus domestica 'Breuhahnovo') je ovocný strom, kultivar druhu jabloně domácí z čeledi růžovitých. Řadí se mezi zimní odrůdy.

## Historie

### Původ
Pochází z Německa, z Výzkumného ústavu v Geisenheimu. Jde o semenáč odrůdy 'Halberstadtské panenské' vypěstovaný v roce 1895. Do kultury bylo zavedeno v roce 1934.

### Rozšíření
Rozšířilo se zejména v Německu a ve Švýcarsku. V Československu se pěstovalo ve velkovýsadbách zejména v 50. a 60. letech.

### Synonyma
'Geheimrat Breuhahn', 'Breuhahn'

## Vlastnosti

### Růst
Roste zpočátku středně silně, později slabě až velmi slabě. Špatně obrůstá krátkým plodonosným obrostem, který rychle stárne. Vzhledem k tomu, že koruny se zahušťují, vyžaduje pravidelný zmlazovací a prosvětlovací řez. Pro pěstování je nejvhodnějším tvarem volný zákrsek. Není vhodné do stěn. Hodí se pro přeroubování.

### Plodnost a zralost
Plodí brzy, zpočátku dosti pravidelně, později trochu střídavě, hojně až velmi hojně. Plody jsou nasazeny ve shlucích a je nutno je probírat, aby se dosáhlo jejich dostatečné velikosti. Sklízí se počátkem října, plody vydrží až do dubna, slabě vadnou, nemoučnatí.

### Plod
Plody jsou kuželovité až vejčité, mírně nesouměrné, střední až menší. Slupka je hladká, lesklá, mírně mastná, s nenápadnými světlými lenticelami. Barva slupky je světle zelená, později žlutá s výrazným rozmytým červeným líčkem. Dužnina je zlatožlutá až do oranžova, křehká, sladká, aromatická. Chuť bývá hodnocena jako dobrá až velmi dobrá. 

### Choroby a škůdci
Ke strupovitosti je celkem odolné, ale padlím trpí silně. Proti mrazu je dostatečně odolné, ale po velkých úrodách mohou namrzat nedostatečně vyzrálé letorosty.

## Hodnocení
Velkým kladem odrůdy je chuťová kvalita, vzhled a dlouhá skladovatelnost plodů. Hlavním nedostatkem jsou nároky na důkladnou probírku plodů během léta. Tento problém byl hlavním důvodem, proč se od odrůdy záhy upustilo ve velkovýsadbách.